# Unabhängige Moslemliga
Die Unabhängige Moslemliga, oft auch als die Unabhängige Moslemliga von Massaua bezeichnet, war eine islamisch-nationalistisch ausgerichtete Partei in Eritrea. 
Sie entstand durch eine Abspaltung der Moslemliga, gegründet von Mitgliedern der Moslemliga in den zentralen und östlichen Provinzen Eritreas. Mohammed Omer Cadi war der Vorsitzende der Unabhängigen Moslemliga.

## Gründung
Die Unabhängige Moslemliga war anfangs Mitglied des Blocco Indipendenza (italienisch für Unabhängigkeitsblock). Allerdings begann die Unabhängige Moslemliga den Blocco als von italienischen Interessen dominiert zu betrachten und trat im Jahre 1949 endgültig aus ihr aus. Die Partei war die erste von mehreren Blocco-Indipendenzia-Faktionen, welche sich vom Block abwandten.

## Politische Tätigkeit
Zur Zeit der Spaltung von der Moslemliga führte die Unabhängige Moslemliga Verhandlungen mit Vertretern der äthiopischen Regierung. Die Äthiopier boten der Unabhängigen Moslemliga die Zusicherung an, dass, sobald Eritrea in eine Union mit Äthiopien eintreten würde, die alten islamischen Traditionen respektiert werden würden und die Schulen neben der amharischen Sprache auch Arabisch unterrichten würden. Nachdem die Unabhängige Moslemliga diese Versprechen erhalten hatte, setzte sie sich für die Union von Eritrea und Äthiopien ein, da sie befürchtete, dass ein unabhängiges Eritrea von italienischen Siedlern dominiert werden würde. In Gebieten wie Keren und um Massaua konnte die Unabhängige Moslemliga substanzielle Teile der Bevölkerung für die Unionlösung mobilisieren.
Mitte Oktober 1953 schickten die Unabhängige Moslemliga, die Moslemliga und die Nationale Partei Eritreas ein gemeinsames Telegramm an die Vereinten Nationen. Dieses Telegramm markierte den Beginn des Protests gegen Tedla Bairus Regierungskabinett. Außerdem argumentierten in diesem Telegramm die muslimischen politischen Parteien erstmals ausschließlich für die Rechte der muslimischen Bevölkerung auf der Basis von deren religiösen Identität.